# Aron Jóhannsson
Aron Jóhannsson (Mobile, Verenigde Staten, 10 november 1990) is een Amerikaans voetballer van IJslandse afkomst die doorgaans als aanvaller speelt.

## Clubcarrière
Aron Jóhannsson speelde van 2008 tot 2010 voor Fjölnir Reykjavík en daarna kwam hij tot januari 2013 uit voor Aarhus GF in Denemarken. Op 29 januari 2013 tekende hij bij AZ. Op 14 april 2013 maakte hij zijn debuut voor AZ, thuis tegen FC Utrecht. Hij maakte in de 90e minuut zijn eerste doelpunt voor de club. De wedstrijd eindigde in 6-0.

## Clubstatistieken
| Seizoen | Club            | Competitie     | Wed. | Goals |
| ------- | --------------- | -------------- | ---- | ----- |
| 2008    | Fjölnir         | Úrvalsdeild    | 3    | 0     |
| 2009    | Fjölnir         | Úrvalsdeild    | 16   | 1     |
| 2010    | Fjölnir         | 1. deild karla | 18   | 12    |
| 2010/11 | AGF Aarhus      | 1. division    | 17   | 2     |
| 2011/12 | AGF Aarhus      | Superliga      | 30   | 7     |
| 2012/13 | AGF Aarhus      | Superliga      | 18   | 14    |
| 2012/13 | AZ              | Eredivisie     | 5    | 3     |
| 2013/14 | AZ              | Eredivisie     | 34   | 17    |
| 2014/15 | AZ              | Eredivisie     | 21   | 9     |
| 2015/16 | Werder Bremen   | Bundesliga     | 6    | 2     |
| 2016/17 | Werder Bremen   | Bundesliga     | 9    | 1     |
| 2017/18 | Werder Bremen   | Bundesliga     | 12   | 1     |
| 2018/19 | Werder Bremen   | Bundesliga     | 1    | 0     |
| 2019    | Hammarby IF     | Allsvenskan    | 10   | 0     |
| 2020    | Hammarby IF     | Allsvenskan    | 22   | 12    |
| 2020/21 | Lech Poznań     | Ekstraklasa    | 9    | 2     |
| 2021/22 | Valur Reykjavík | Úrvalsdeild    | 21   | 7     |
| 2022/23 | Valur Reykjavík | Úrvalsdeild    | 12   | 6     |
| 2023/24 | Valur Reykjavík | Úrvalsdeild    | 0    | 0     |
| Totaal  | Totaal          | Totaal         | 264  | 96    |

## Interlandcarrière
Alhoewel hij jeugdinterlands speelde voor IJsland, koos Aron er in de zomer van 2013 voor om uit te komen voor het Amerikaans voetbalelftal. Hij voelt zich een IJslander, maar besloot naar het Voetbalelftal van de Verenigde Staten te gaan met het oog op een mondiaal eindtoernooi, daar Jóhannsson de kans van een IJslandse WK-kwalificatie niet groot achtte. De voorzitter van de IJslandse voetbalbond, Geir Thorsteinsson, sprak in een reactie dat de bond het onacceptabel vond dat Aron deze keuze gemaakt had. Hij vond het tegen alle wetten van nationale elftallen indruisen en riep bovendien de overheid van IJsland op zich ermee te bemoeien. Geir Thorsteinsson zei de voetbalbond van de Verenigde Staten en de FIFA gecontacteerd te hebben. Dat bleek weinig effectief, daar Aron een week later door de Verenigde Staten werd opgeroepen voor een vriendschappelijke interland tegen het voetbalelftal van Bosnië en Herzegovina op 14 augustus 2013. Bij een eventueel debuut zou hij weer in hetzelfde elftal kunnen spelen als zijn oud-medespeler Jozy Altidore; dit gebeurde toen Aron in de 63ste minuut Edward Johnson verving. Aron werd in 2015 opgenomen in de selectie voor de CONCACAF Gold Cup. In de met 6–0 gewonnen kwartfinale tegen Cuba op 18 juli 2015 was Aron een van de doelpuntenmakers.

## Erelijst
| Competitie           |        |         |        |        |
| Competitie           | Aantal | Jaren   |        |        |
| Aarhus               | Aarhus | Aarhus  | Aarhus | Aarhus |
| -------------------- | ------ | ------- | ------ | ------ |
| Kampioen 1. division | 1x     | 2010/11 |        |        |
| AZ                   |        |         |        |        |
| KNVB beker           | 1x     | 2012/13 |        |        |